# Гуменюк, Геннадий Владимирович
Генна́дий Влади́мирович Гуменю́к (род. 23 декабря 1939) — российский дипломат. Чрезвычайный и полномочный посол (2002).

## Биография
Окончил Московский государственный институт международных отношений (МГИМО) МИД СССР (1967) и Дипломатическую академию МИД СССР (1980). На дипломатической работе с 1967 года.
- В 1957—1962 годах — слесарь-сборщик, старший техник на московском предприятии.
- В 1967—1968 годах — секретарь консульского отдела Посольства СССР в Польше.
- В 1968—1970 годах — атташе Посольства СССР в Польше.
- В 1970—1971 годах — третий секретарь Четвёртого европейского отдела МИД СССР.
- В 1991—1992 годах — советник-посланник Посольства СССР, затем России в Конго.
- С 31 декабря 1992 по 21 апреля 1997 года — чрезвычайный и полномочный посол Российской Федерации в Чаде[1][2].
- В 1997—1999 годах — заместитель директора Департамента Африки МИД России.
- С 24 августа 1999 по 4 марта 2005 года — чрезвычайный и полномочный посол Российской Федерации в Бурунди[3][4].

С 2005 года — на пенсии.

## Дипломатический ранг
- Чрезвычайный и полномочный посланник 2 класса (21 января 1991)[5].
- Чрезвычайный и полномочный посланник 1 класса (19 ноября 1993)[6].
- Чрезвычайный и полномочный посол (15 января 2002)[7].

## Семья
Женат, имеет дочь.